# Balbagathis barva
Balbagathis barva és una espècie d'insecte dípter pertanyent a la família dels psicòdids.

## Etimologia
El seu nom científic fa referència al volcà Barva.

## Descripció
- Les ales del mascle fan 2,63-2,83 mm de longitud (2,68 la femella) i 0,95-1,05 d'amplada.
- Els lòbuls apicals de la placa subgenital de la femella són prims.[3]

## Distribució geogràfica
Es troba a Centreamèrica: Costa Rica.